# Cikalongsari
Cikalongsari is een bestuurslaag in het regentschap Karawang van de provincie West-Java, Indonesië. Cikalongsari telt 5118 inwoners (volkstelling 2010).